# George Atwood
George Atwood (n. octombrie 1745, Greater London, Anglia, Regatul Marii Britanii – d. 11 iulie 1807, Greater London, Anglia, Regatul Unit al Marii Britanii și Irlandei) a fost un fizician și matematician englez, cunoscut mai ales pentru faptul că a realizat un dispozitiv (denumit ulterior mașina Atwood) care să ilustreze primul principiu al lui Newton.